# Club de Deportes Laja
El Club de Deportes Laja es un club de fútbol de Chile, con sede en la ciudad de Laja, Región del Biobío. Fue fundado el 16 de enero de 1981 y participó durante años en los campeonatos de Segunda y Tercera División.

## Historia
El Club de Deportes Laja fue fundado el 16 de enero de 1981, con la finalidad de participar en el recién creado campeonato de Tercera División, con una gran cantidad de jugadores del Deportivo Cóndor. En su primer torneo, el club llegó a ser animador del campeonato y finalizó en el primer lugar, igualado en puntaje junto a Fernández Vial, equipo que finalmente derrotó a los albiverdes, en la final por el título por la cuenta mínima.
Al año siguiente, el club tuvo su revancha al superar en la liguilla por el título a Lautaro de Buin y a Súper Lo Miranda, por lo que se consagró campeón y logró el ascenso a la Segunda División.
En su primera incursión en el fútbol profesional, Deportes Laja, al mando de Humberto Cruz, logró el tercer lugar y clasificó al cuadrangular que finalmente dio el ascenso a Deportes La Serena y Coquimbo Unido a Primera. Esta participación fue la mejor del club en el profesionalismo ya que, al siguiente torneo, el club se ubicó en la última posición de la zona sur y descendió a Tercera.
Pero, una nueva revancha vendría al año siguiente. En 1985 obtuvo su segundo título de Tercera división, con lo cual ascendió nuevamente al profesionalismo, de la mano de jugadores como Díaz, Núñez, Frías, David Gómez, Palma, Moya, Logan, Víctor Stuardo y el destacado portero Eduardo Azargado. Nuevamente serían 2 años, los que estuvo en el torneo de ascenso. En 1987, los albiverdes retornarían a la Tercera División A. 
Sería larga su permanencia en Tercera División A. Hasta 1996 participó en la primera categoría del amateurismo chileno. Ese año, resultó último de su grupo en la competencia zonal, lo cual significó descender, por primera vez desde su fundación, a la Cuarta División. Sin embargo, los lajinos deciden no postular a Cuarta División y participa, solo a nivel amateur en su asociación regional. 
El 2003, al desaparecer la Cuarta División, el equipo lajino nuevamente se inscribió, para participar en Tercera División A. Contra todos los pronósticos, su participación fue muy corta.  En el año 2004, logró una magra campaña. Lo anterior, llevó a la dirigencia a pensar en no tomar parte de la nueva temporada. Desde aquel momento, Deportes Laja juega en su asociación de origen, hasta el día de hoy.

### Deportes Laja Histórico (2022-)
El 2 de noviembre de 2023; el directorio de Deportes Laja Histórico, fundado el 24 de febrero de 2022 por un grupo de hinchas y socios, liderado por su presidente Benjamín Pérez, presentó ante la ANFA de Biobío, liderado por su presidente Juan Jiménez, los planes para postular al equipo albiverde, para participar en el torneo de Tercera División B 2024, lo que podría marcar el regreso del equipo, a las competencias de categoría del fútbol chileno.
En febrero de 2024, el equipo lajino fue aceptado por la ANFA, para participar en el torneo de la Tercera División B 2024 (siendo su debut en esa categoría), lo que significó su regreso definitivo a las competencias de categorías del fútbol chileno, después de 20 años de ausencia. Eso sí, en pleno inicio del Grupo Sur de la Tercera B (transcurridos 3 partidos), el entrenador Luis Pérez fue cesado de sus funciones, por su mala relación con el presidente del club lajino Benjamín Pérez, es por eso que fue reemplazado por Ricardo Tapia, para la continuación del desarrollo del equipo en el torneo, donde finalmente el equipo albiverde, logró mantener la categoría.

## Datos del club
- Temporadas en 1°B: 4 (1983-1984, 1986-1987)
- Temporadas en 3°A: 13 (1981-1982, 1985, 1988-1991, 1993, 1995-1996, 2003-2004)

## Palmarés

### Torneos nacionales
- Tercera División de Chile (2): 1982, Apertura 1985.
- Subcampeón de la Tercera División de Chile (2): 1981, 1988
- Subcampeón de la Copa Ernesto Alvear (1): 1983.